# Drevy Paschal
Drevy-Noah Paschal, né le 16 juillet 2001 à Angers, est un handballeur français. Il évolue depuis 2018 au sein du Saint-Raphaël Var Handball au poste d'ailier gauche.

## Biographie
Drevy-Noah Paschal nait à Angers, son père, Yves-André, étant pendant 10 ans joueur professionnel à Angers Noyant.
La famille retourne ensuite en Martinique. Drévy Paschal commence le handball à l'âge de 8 ans, rentre au pôle espoir de Martinique à l'âge de 14 ans et aux interpôles à ses 17 ans. Évoluant alors à l'USC Citron, il est retenu en équipe de France des moins de 17 ans.
Rareș Fortuneanu le repère en lui proposant d'entrer en 2018 au sein du Centre de Formation du Saint-Raphaël Var Handball. Dès sa première saison, il joue ses premiers match avec l'équipe professionnelle,. Il signe son premier contrat professionnel avec le club Varois en avril 2021,.
Un an plus tard, après avoir accumulé 137 buts et 67 matchs en Championnat de France, il prolonge son contrat avec le Saint-Raphaël Var Handball jusqu'en juin 2024.